# Forte das Cavalas

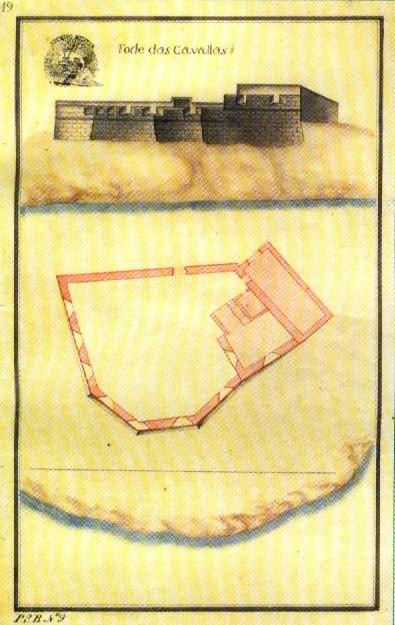
Forte das Cavalas (José Rodrigo de Almeida, 1830, GEAEM).

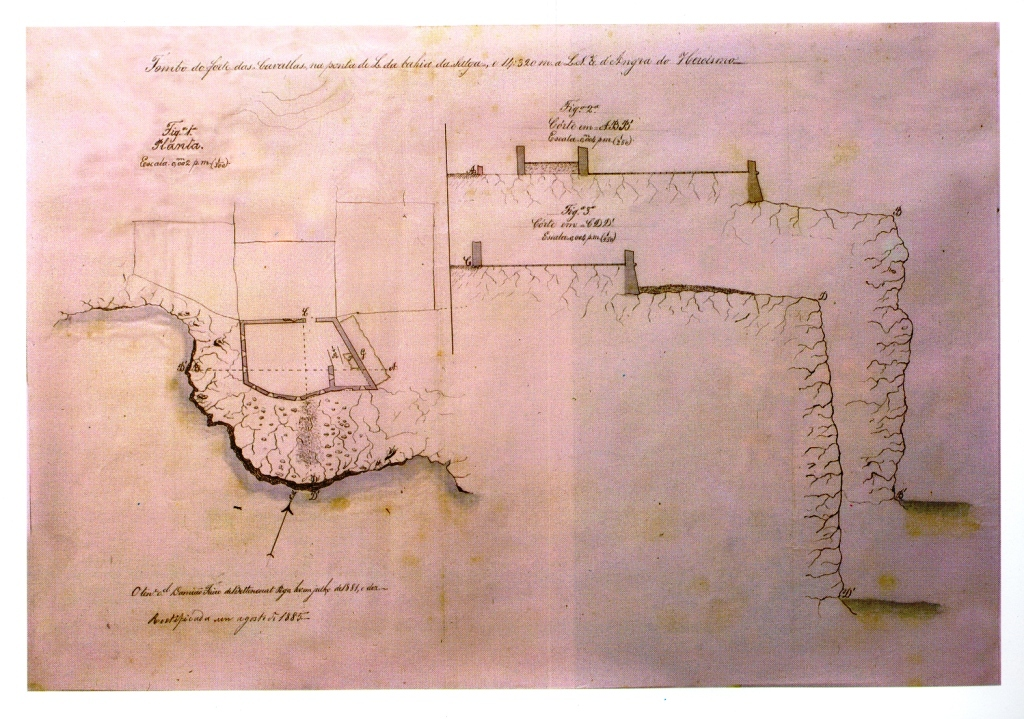
Planta do Forte das Cavalas (Damião Pego, Julho de 1881.

O Forte das Cavalas localizava-se na ponta este da baía da Salga, na freguesia da Vila de São Sebastião, concelho de Angra do Heroísmo, na costa sul da ilha Terceira, nos Açores.
Em posição dominante sobre este trecho do litoral, constituiu-se em uma fortificação destinada à defesa deste ancoradouro contra os ataques de piratas e corsários, outrora frequentes nesta região do oceano Atlântico. Cruzava fogos com o Reduto da Salga, o Forte da Salga e o Forte das Caninas.

## História
Foi uma das fortificações erguidas na Terceira no contexto da crise de sucessão de 1580 pelo então corregedor dos Açores, Ciprião de Figueiredo e Vasconcelos, conforme o plano de defesa da ilha elaborado por Tommaso Benedetto em 1567, após o ataque do corsário francês Pierre Bertrand de Montluc ao Funchal (outubro de 1566), intentado e repelido em Angra no mesmo ano (1566):
"Não havia naquele tempo [Crise de sucessão de 1580] em toda a costa da ilha Terceira alguma fortaleza, excepto aquela de S. Sebastião, posto que em todas as cortinas do sul se tivessem feito alguns redutos e estâncias, nos lugares mais susceptíveis de desembarque inimigo, conforme a indicação e plano do engenheiro Tomás Benedito, que nesta diligência andou desde o ano de 1567, depois que, no antecedente de 1566, os franceses, comandados pelo terrível pirata Caldeira, barbaramente haviam saqueado a ilha da Madeira, e intentado fazer o mesmo nesta ilha, donde parece que foram repelidos à força das nossas armas." 
A seu respeito, DRUMMOND registou: "Mais adiante [da baía da Salga] bastante espaço, fundou-se o forte das Cavalas, com muralha da parte do poente para defender o cais natural que ali havia; (...)"
No contexto da Guerra da Sucessão Espanhola (1702-1714) encontra-se referido como "O Forte das Cavallas." na relação "Fortificações nos Açores existentes em 1710".
Com a instalação da Capitania Geral dos Açores, o seu estado foi assim reportado em 1767:
"7º - Forte dos Cavallos. Está retificado de novo, tem seis peças boas, com os seus reparos capazes e precisa mais duas peças com os seus reparos e para se guarnecer oito artilheiros e trinta e dois auxiliares."
Sobre ele refere Manoel de Mattos P. de Carvalho na "Notícia da fortificação da ilha Terceira", por volta de 1766:
"Tem fortificação na Villa da Praia: (...)
13 - A fortaleza das Cavallas, com 3 peças.
(...) todas estas fortalezas se acham presentemente reparadas, por occasião da guerra."
Encontra-se referido como "6. Forte das Cavallas" no relatório "Revista aos fortes que defendem a costa da ilha Terceira", do Ajudante de Ordens Manoel Correa Branco (1776), que apenas assinala: "Este forte náo careçe de obra algua."
Dele existe alçado e planta ("Forte das Cavallas") na "Colecção de Plantas e Alçados de 32 Fortalezas dos Açores, por Joze Rodrigo d'Almeida em 1806".
A "Relação" do marechal de campo Barão de Bastos em 1862 localiza-o na freguesia de Porto Judeu e informa que se encontra incapaz desde muitos anos.
Quando do levantamento dos Tombos dos Fortes da Ilha Terceira (1881), encontrava-se abandonado e em ruínas.
No contexto da Segunda Guerra Mundial, parte da cantaria do antigo forte foi reaproveitada na construção de casas para as guarnições das posições de metralhadoras, postadas nas baías da Salga e das Mós.
Em 1962, o então presidente da Câmara Municipal de Angra, Manuel Coelho Baptista de Lima, obteve do Ministério da Guerra a concessão deste forte. Na ocasião, projetava-se recuperar o forte, com a arborização do seu entorno e a criação de um parque de campismo. Junto ao Forte da Salga, a ser igualmente recuperado, seria implantado um espaço para piqueniques.
Atualmente a estrutura encontra-se em ruínas, em precário estado de conservação.

## Características
Do tipo abaluartado, apresenta planta no formato poligonal irregular, adaptado à rocha sobre a qual se ergue. A sua área construída era de 465 metros quadrados.
Com capacidade para nove peças de artilharia em canhoneiras, no terrapleno possuía um paiol acedido por uma rampa. Pelo exterior, adossada à face oeste erguia-se a casa da guarnição.